# Bassy
Bassy is een gemeente in het Franse departement Haute-Savoie (regio Auvergne-Rhône-Alpes). De plaats maakt deel uit van het arrondissement Saint-Julien-en-Genevois. Bassy telde op 1 januari 2022 398 inwoners.

## Geografie
De oppervlakte van Bassy bedroeg op 1 januari 2022 7,57 vierkante kilometer; de bevolkingsdichtheid was toen 52,6 inwoners per km². De gemeente grenst aan de Rhône.

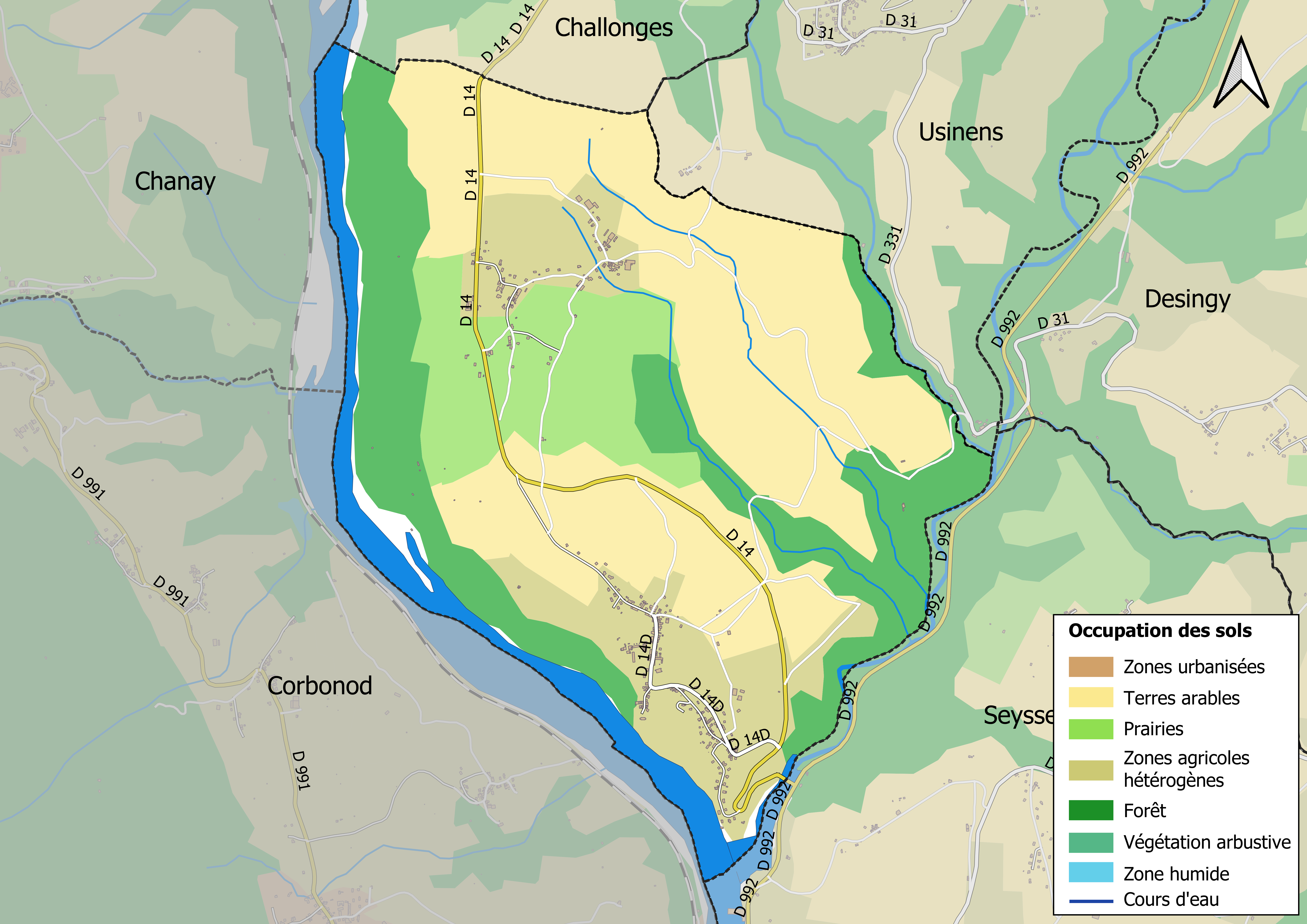
Kaart van de gemeente met de belangrijkste infrastructuur, bodemgebruik en omliggende gemeenten

## Demografie
Onderstaande figuur toont het verloop van het inwonertal (bron: INSEE-tellingen).